# Jazz-Nekrolog 2007

Oscar Peterson
15. August 1925 – 23. Dezember 2007

Nekrolog
◄◄
| ◄
| 2003
| 2004
| 2005
| 2006
| 2007 | 2008 | 2009 | 2010 | 2011 | ► | ►►
Weitere Ereignisse | Allgemeiner Nekrolog 2007
Die Beschreibung der verstorbenen Person sollte so kurz wie möglich gehalten sein und nur deren signifikante Tätigkeit(en) enthalten.
Neue Namen ggf. auch unter dem Geburts- und Sterbedatum, also etwa unter 1. Januar und im Geburts- und Sterbejahr (2024) eintragen (nur bei entsprechender großer Wichtigkeit). Für Beispiele siehe die schon vorhandenen Artikel.
Außerdem über die fünf zuletzt Verstorbenen, zu denen es einen ausreichend guten Artikel für eine Präsentation auf der Hauptseite gibt, nach der todesbedingten Überarbeitung der Artikel ggf. auch unter Wikipedia Diskussion:Hauptseite informieren und sie am besten auch in den anderen Wikipedia-Sprachversionen eintragen. Tipp: Regelmäßig bei news.google.de nach „ist tot“, „gestorben“ oder „verstorben“ suchen.
Wenn eine Person gestorben ist, gibt es viele Seiten zu dieser Person in der Wikipedia, die davon auch betroffen sind und entsprechend aktualisiert werden müssen. Beispiele: Namenübersichtsseite, Geburtsjahr, Geburtsort-Seiten und viele mehr.
Wie finde ich die betroffenen Seiten?
Im Suchfeld auf der linken Seite gibt man den Suchbegriff so ein: „Vorname Nachname“. Dann klickt man auf Volltext und alle Seiten mit entsprechendem Suchtext werden aufgerufen. Hier sieht man dann schnell, wo auch das Todesjahr Sinn macht oder sogar ein Teil des Artikels angepasst werden muss. Auch hilft das „Werkzeug“ auf der linken Seite sehr gut, um solche Seiten aufzufinden: „Links auf diese Seite“. Somit ist die Wikipedia wieder aktuell in allen Bereichen! Hinweis: bei Eintragung der Kategorie „Gestorben JAHR“ wird der Missbrauchsfilter 49 ausgelöst, was jedoch nicht schlimm ist. Siehe: Spezial:Missbrauchsfilter/49

## 1. Quartal
| Tag         | Name                      | Herkunft/Beruf                                                       | Alter |       |
| ----------- | ------------------------- | -------------------------------------------------------------------- | ----- | ----- |
| 1. Januar   | Tad Jones                 | US-amerikanischer Musikhistoriker                                    | 54    |       |
| 4. Januar   | Dick Wetmore              | US-amerikanischer Geiger und Trompeter                               | 79    |       |
| 6. Januar   | Jerry Gilgor              | US-amerikanischer Schlagzeuger                                       | 82    |       |
| 9. Januar   | Ed Sarkesian              | US-amerikanischer Clubbesitzer, Konzertveranstalter und Musikmanager | 89    |       |
| 12. Januar  | Jimmy Cheatham            | US-amerikanischer Posaunist                                          | 82    |       |
| 12. Januar  | Alice Coltrane            | US-amerikanische Pianistin, Organistin und Harfenistin               | 69    |       |
| 13. Januar  | Michael Brecker           | US-amerikanischer Saxophonist und Bandleader                         | 57    |       |
| 15. Januar  | Steve Logan               | US-amerikanischer Bassist                                            | 48    |       |
| 16. Januar  | Pat Harrison              | US-amerikanischer Perkussionist                                      | 75    |       |
| 17. Januar  | Virtue Hampton            | US-amerikanische Bassistin                                           | 85    |       |
| 20. Januar  | Esmond Edwards            | US-amerikanischer Produzent (Impulse Records)                        | 79    |       |
| 21. Januar  | Frederick „Shep“ Sheppard | US-amerikanischer Saxophonist                                        | 61    |       |
| 22. Januar  | Siegfried Kessler         | deutschstämmiger französischer Pianist und Komponist                 | 71    |       |
| 22. Januar  | Floyd Standifer           | US-amerikanischer Trompeter, Saxophonist und Sänger                  | 78    |       |
| 28. Januar  | Chico Chism               | US-amerikanischer Bluesmusiker                                       | 79    |       |
| 30. Januar  | Floyd Levin               | US-amerikanischer Musikkritiker und Historiker                       | 84    |       |
| 31. Januar  | Ronald Muldrow            | US-amerikanischer Gitarrist                                          | 57    |       |
| 1. Februar  | Whitney Balliett          | US-amerikanischer Jazz-Autor und -Kritiker                           | 80    |       |
| 1. Februar  | Lea Bischof               | Schweizer Sängerin                                                   | 70    |       |
| 3. Februar  | Ralph de Toledano         | US-amerikanischer Musikkritiker                                      | 90    |       |
| 4. Februar  | Paul Burwell              | britischer Schlagzeuger                                              | 57    |       |
| 4. Februar  | Barbara McNair            | US-amerikanische Sängerin und Schauspielerin                         | 72    |       |
| 10. Februar | Max Ray Clevenger         | US-amerikanischer Clubbesitzer                                       | 80    |       |
| 10. Februar | Hans-Georg Klauer         | deutscher Schlagzeuger                                               | 70    |       |
| 12. Februar | Peggy Gilbert             | US-amerikanische Saxophonistin                                       | 102   |       |
| 12. Februar | Eldee Young               | US-amerikanischer Bassist                                            | 71    |       |
| 13. Februar | Hilton Felton Jr.         | US-amerikanischer Pianist                                            | 60    |       |
| 17. Februar | Mary Kaye                 | US-amerikanische Gitarristin und Sängerin                            | 83    |       |
| 20. Februar | Vilmos Jávori             | ungarischer Schlagzeuger                                             | 61    |       |
| 21. Februar | Al Viola                  | US-amerikanischer Gitarrist                                          | 87    |       |
| 23. Februar | Burt Collins              | US-amerikanischer Trompeter                                          | 75    |       |
| 23. Februar | Estella Etta Williams     | US-amerikanische Sängerin und Pianistin                              | 89    |       |
| 24. Februar | Leroy Jenkins             | US-amerikanischer Violinist und Komponist                            | 74    |       |
| 24. Februar | Buddy Schutz              | US-amerikanischer Schlagzeuger                                       | 92    |       |
| 27. Februar | Bobby Rosengarden         | US-amerikanischer Schlagzeuger und Bandleader                        | 82    |       |
| 7. März     | Norrie Cox                | US-amerikanischer Klarinettist                                       | 75    |       |
| 7. März     | Murray Grand              | US-amerikanischer Pianist, Komponist und Songwriter                  | 87    |       |
| 7. März     | Ronnie Wells-Elliston     | US-amerikanische Sängerin                                            | 64    |       |
| 11. März    | Tyrone Hill               | US-amerikanischer Posaunist                                          | 58    |       |
| 13. März    | Gilbert Rovère            | französischer Bassist und Cellist                                    | 67    |       |
| 14. März    | Werner Schmidt            | deutscher Komponist und Pianist                                      | 81    |       |
| 15. März    | Zbigniew Kitliński        | polnischer Schlagzeuger                                              | 60    | [ 1 ] |
| 20. März    | Jürg Grau                 | Schweizer Stadtplaner und Jazzmusiker (Trompete, Gitarre)            | 63    |       |
| 22. März    | Sim Simons                | belgischer Musikkritiker                                             | 67    |       |
| 28. März    | Tony Scott                | US-amerikanischer Klarinettist, saxophonist und Komponist            | 85    |       |

## 2. Quartal
| Tag       | Name                   | Herkunft/Beruf                                           | Alter |       |
| --------- | ---------------------- | -------------------------------------------------------- | ----- | ----- |
| 1. April  | Danny Barcelona        | US-amerikanischer Schlagzeuger                           | 77    |       |
| 12. April | Richard B. Allen       | US-amerikanischer Historiker                             | 80    |       |
| 15. April | Emil Ludvík            | tschechischer Komponist und Arrangeur                    | 89    |       |
| 10. April | Dakota Staton          | US-amerikanische Sängerin                                | 76    |       |
| 13. April | Andrzej Kurylewicz     | polnischer Pianist, Posaunist und Komponist              | 74    |       |
| 14. April | Hermann Riley          | US-amerikanischer Saxophonist                            | 66    |       |
| 18. April | Peter Müller           | deutscher Jazz-Klarinettist und Saxofonist               | 60    |       |
| 18. April | Jan Cato Poulsen       | norwegischer Pianist                                     | 70    |       |
| 20. April | Andrew Hill            | US-amerikanischer Pianist und Komponist                  | 75    |       |
| 25. April | Carmen Costa           | brasilianischer Perkussionist und Sänger                 | 86    |       |
| 26. April | David Salomon          | US-amerikanischer Musikkritiker (Metronome)              | 81    |       |
| 1. Mai    | Tim Eyermann           | US-amerikanischer Saxophonist                            | 60    |       |
| 2. Mai    | Akbar DePriest         | US-amerikanischer Schlagzeuger                           | 76    | [ 2 ] |
| 6. Mai    | Alvin Batiste          | US-amerikanischer Musiker, Komponist und Hochschullehrer | 74    | [ 3 ] |
| 6. Mai    | Nükhet Ruacan          | türkische Sängerin                                       | 56    |       |
| 7. Mai    | Ron Jefferson          | US-amerikanischer Schlagzeuger                           | 81    |       |
| 8. Mai    | Rod Levitt             | US-amerikanischer Jazz-Posaunist und Komponist           | 77    | [ 4 ] |
| 9. Mai    | Carla White            | US-amerikanische Sängerin                                | 55    |       |
| 12. Mai   | Humphrey Stewart Davis | US-amerikanischer Saxophonist                            | 57    |       |
| 16. Mai   | Topper Price           | US-amerikanischer Sänger                                 | 54    |       |
| 18. Mai   | Herbie Lewis           | US-amerikanischer Bassist                                | 66    |       |
| 20. Mai   | Kalil Madi             | US-amerikanischer Schlagzeuger                           | 85    |       |
| 27. Mai   | Morris Edwards         | US-amerikanischer Bassist und Tubist                     | 81    |       |
| 27. Mai   | Marco Ratti            | italienischer Bassist                                    | 75    | [ 5 ] |
| 21. Mai   | Peter Witte            | deutscher Bassist                                        | 77    |       |
| 24. Mai   | Buddy Childers         | US-amerikanischer Trompeter                              | 81    |       |
| 24. Mai   | Cédric Dumont          | Schweizer Komponist, Dirigent und Autor                  | 90    |       |
| 3. Juni   | Johnny Hope            | britischer Saxophonist                                   | 81    |       |
| 10. Juni  | Jacques Gauthé         | französischer Klarinettist und Sopransaxophonist         | 67    |       |
| 4. Juni   | Fritz Münzer           | deutscher Saxophonist, Klarinettist und Flötist          | 72    |       |
| 8. Juni   | Nellie Lutcher         | US-amerikanische Sängerin und Pianistin                  | 94    |       |
| 17. Juni  | Durval Ferreira        | brasilianischer Gitarrist und Komponist                  | 72    |       |
| 18. Juni  | John William Barber    | US-amerikanischer Tuba-Spieler                           | 87    |       |
| 30. Juni  | Al Lirvat              | französischer Musiker, Bandleader und Komponist          | 91    |       |

## 3. Quartal
| Tag           | Name               | Herkunft/Beruf                                                                 | Alter |  |
| ------------- | ------------------ | ------------------------------------------------------------------------------ | ----- |  |
| 1. Juli       | Earl Watkins       | US-amerikanischer Schlagzeuger                                                 | 87    |  |
| 3. Juli       | Johnny Frigo       | US-amerikanischer Bassist und Violinist                                        | 90    |  |
| 3. Juli       | Boots Randolph     | US-amerikanischer Saxophonist                                                  | 80    |  |
| 5. Juli       | George Melly       | britischer Sänger                                                              | 80    |  |
| 6. Juli       | Don Mumford        | US-amerikanischer Schlagzeuger und Perkussionist                               | 53    |  |
| 7. Juli       | Charles Cochran    | US-amerikanischer Pianist und Songwriter                                       | 61    |  |
| 9. Juli       | Varty Hart         | US-amerikanischer Saxophonist und Nachtclub-Besitzer                           | 85    |  |
| 9. Juli       | Elvina Makarian    | armenische Sängerin und Songwriterin                                           | 60    |  |
| 21. Juli      | Gerald Chamberlain | US-amerikanischer Posaunist                                                    | 65    |  |
| 22. Juli      | Sonny Dallas       | US-amerikanischer Bassist                                                      | 75    |  |
| 23. Juli      | Jon Marks          | britischer Pianist                                                             | 60    |  |
| 28. Juli      | Sal Mosca          | US-amerikanischer Pianist                                                      | 80    |  |
| 29. Juli      | Art Davis          | US-amerikanischer Bassist                                                      | 72    |  |
| 30. Juli      | Manny Green        | US-amerikanischer Bigband-Leader                                               | 86    |  |
| 31. Juli      | Bill LaVorgna      | US-amerikanischer Schlagzeuger                                                 | 74    |  |
| 3. August     | Earl Turbinton     | US-amerikanischer Saxophonist                                                  | 65    |  |
| 5. August     | Paul Rutherford    | britischer Posaunist                                                           | 67    |  |
| 7. August     | George Triffon     | US-amerikanischer Trompeter                                                    | 74    |  |
| 10. August    | Kitty Grime        | britische Musikkritikerin und Sängerin                                         | 77    |  |
| 10. August    | Harald Gundhus     | norwegischer Saxophonist und Flötist                                           | 65    |  |
| 10. August    | Mario Rivera       | dominikanisch-US-amerikanischer Latinjazz-Saxophonist und Multiinstrumentalist | 68    |  |
| 11. August    | Herb Pomeroy       | US-amerikanischer Trompeter und Hochschullehrer                                | 77    |  |
| 15. August    | Leon Merian        | US-amerikanischer Trompeter                                                    | 83    |  |
| 16. August    | Max Roach          | US-amerikanischer Schlagzeuger, Bandleader und Komponist                       | 83    |  |
| 18. August    | Jon Lucien         | US-amerikanischer Sänger                                                       | 65    |  |
| 19. August    | Luqman Ali         | US-amerikanischer Schlagzeuger                                                 | 67    |  |
| 19. August    | Johnny Fourie      | südafrikanischer Gitarrist                                                     | 70    |  |
| 19. August    | Rudolph Johnson    | US-amerikanischer Saxophonist                                                  |       |  |
| 22. August    | Alan Cooper        | britischer Saxophonist und Klarinettist                                        | 76    |  |
| 22. August    | Masahiko Togashi   | japanischer Schlagzeuger                                                       | 67    |  |
| 25. August    | Richard Cook       | britischer Autor (The Penguin Guide to Jazz)                                   | 50    |  |
| 25. August    | Douig Riley        | kanadischer Pianist, Arrangeur und Komponist                                   | 62    |  |
| 29. August    | Arnvid Meyer       | dänischer Trompeter                                                            | 80    |  |
| 2. September  | Henry McKenzie     | schottischer Holzbläser                                                        | 84    |  |
| 11. September | Willie Tee         | US-amerikanischer R&B-Pianist und Sänger                                       | 63    |  |
| 10. September | Juma Santos        | US-amerikanischer Perkussionist                                                | 59    |  |
| 11. September | Joe Zawinul        | österreichischer Keyboarder, Bandleader und Komponist                          | 75    |  |
| 15. September | Generoso Jiménez   | kubanischer Posaunist und Bandleader                                           | 90    |  |
| 15. September | Generoso Jiminez   | kubanischer Posaunist                                                          | 90    |  |
| 15. September | Specs Powell       | US-amerikanischer Schlagzeuger                                                 | 85    |  |
| 19. September | Mike Osborne       | britischer Saxophonist                                                         | 65    |  |
| 15. September | Aldemaro Romero    | venezolanischer Pianist, Komponist und Orchesterleiter                         | 79    |  |
| 29. September | Cees Slinger       | niederländischer Pianist                                                       | 78    |  |

## 4. Quartal
| Tag           | Name                 | Herkunft/Beruf                                                                  | Alter |                                                                                      |
| ------------- | -------------------- | ------------------------------------------------------------------------------- | ----- | ------------------------------------------------------------------------------------ |
| 3. Oktober    | Lloyd Trotman        | US-amerikanischer Bassist                                                       | 84    |                                                                                      |
| 5. Oktober    | Jack Wilson          | US-amerikanischer Pianist                                                       | 71    |                                                                                      |
| 12. Oktober   | Jim Howe             | britischer Bassist                                                              |       |                                                                                      |
| 17. Oktober   | Georg Oddner         | schwedischer Fotograf, Drehbuchautor und Schlagzeuger                           | 82    |                                                                                      |
| ≈ 17. Oktober | Joe Palin            | britischer Pianist                                                              | 73    |                                                                                      |
| 17. Oktober   | Teresa Brewer        | US-amerikanische Sängerin, Ehefrau von Bob Thiele                               | 76    |                                                                                      |
| 19. Oktober   | Joe „Habao“ Texidor  | puerto-ricanischer Perkussionist und Fotograf                                   | 66    |                                                                                      |
| 20. Oktober   | Ruby Glover          | US-amerikanische Sängerin                                                       | 77    |                                                                                      |
| 25. Oktober   | Gabe Essien          | britischer Klarinettist                                                         | 72    |                                                                                      |
| 27. Oktober   | Jack Brownlow        | US-amerikanischer Pianist                                                       | 84    |                                                                                      |
| 29. Oktober   | Kerwin James         | US-amerikanischer Tubist                                                        | ≈35   |                                                                                      |
| 30. Oktober   | Les Condon           | britischer Jazzmusiker Trompeter, Arrangeur und Komponist                       | 77    |                                                                                      |
| 30. Oktober   | Hubie Crawford       | US-amerikanischer Bassist                                                       | 62    |                                                                                      |
| 7. November   | Don Ayler            | US-amerikanischer Trompeter                                                     | 65    |                                                                                      |
| 8. November   | John Arpin           | kanadischer Komponist, Pianist, Musiker, Arrangeur und Entertainer              | 70    |                                                                                      |
| 12. November  | Aletra Hampton       | US-amerikanische Pianistin und Sängerin                                         | 92    |                                                                                      |
| 14. November  | Hans-Joachim Wiese   | deutscher Gastronom und Veranstalter                                            | 67    |                                                                                      |
| 17. November  | Pavel Pešta          | tschechischer Bassist und Bandleader                                            | 59    |                                                                                      |
| 20. November  | George Gaber         | US-amerikanischer Schlagzeuger                                                  | 91    |                                                                                      |
| 20. November  | Doc Paulin           | US-amerikanischer Trompeter                                                     | 100   | [=https://www.legacy.com/us/obituaries/nola/name/ernest-paulin-obituary?id=25500847] |
| 24. November  | Alexandru Avramovici | rumänischer Gitarrist, Arrangeur und Komponist                                  | ≈75   | [ 6 ]                                                                                |
| 25. November  | Elaine Lorillard     | US-amerikanische Sponsorin und Mitbegründerin des Newport Jazz Festivals        | 93    |                                                                                      |
| 27. November  | Günter Noris         | deutscher Bandleader, Pianist, Arrangeur und Komponist                          | 72    |                                                                                      |
| 27. November  | Cecil Payne          | US-amerikanischer Baritonsaxophonist                                            | 84    |                                                                                      |
| 1. Dezember   | Freddy Christmann    | deutscher Trompeter                                                             | 76    |                                                                                      |
| 1. Dezember   | Herbert Katz         | finnischer Gitarrist                                                            | 80    |                                                                                      |
| 4. Dezember   | Patato Valdés        | US-amerikanischer Perkussionist                                                 | 81    |                                                                                      |
| 5. Dezember   | H. Wiley Hitchcock   | US-amerikanischer Musikwissenschaftler (New Grove Dictionary of American Music) | 84    |                                                                                      |
| 8. Dezember   | Billy Giddens        | US-amerikanischer Pianist und Arrangeur                                         | 83    |                                                                                      |
| 14. Dezember  | Frank Morgan         | US-amerikanischer Saxophonist                                                   | 73    |                                                                                      |
| 15. Dezember  | Leo Ball             | US-amerikanischer Trompeter                                                     | 80    |                                                                                      |
| 17. Dezember  | Joel Dorn            | US-amerikanischer Produzent (Atlantic Records)                                  | 65    |                                                                                      |
| 23. Dezember  | Oscar Peterson       | kanadischer Pianist                                                             | 82    |                                                                                      |
| 28. Dezember  | Bjørn Pedersen       | norwegischer Bassist                                                            | 72    |                                                                                      |

## Datum unbekannt
| Tag         | Name          | Herkunft/Beruf                        | Alter | Beleg |
| ----------- | ------------- | ------------------------------------- | ----- | ----- |
| vor 28. Mai | Take Toriyama | japanisch-amerikanischer Schlagzeuger | ≈37   |       |